# Échelle AVPU
L'échelle AVPU est une des nombreuses façons de qualifier l'état de conscience d'une victime ou patient. Elle est particulièrement utilisée dans un contexte de prompt secours.
Il s'agit d'un acronyme anglais, correspondant à quatre niveaux :
| Sigle | Sens anglais | Sens français | Niveau                                                    |
| ----- | ------------ | ------------- | --------------------------------------------------------- |
| A     | Alert        | consciente    | La victime a conscience de ce qui se passe autour d'elle. |
| V     | Verbal       | parole        | La victime répond aux commandes verbales.                 |
| P     | Pain         | douleur       | La victime réagit aux stimuli douloureux.                 |
| U     | Unresponsive | sans réponse  | La victime ne réagit pas aux stimuli douloureux.          |

La traduction française est en général EVDA:
- Éveillé (conscient, alerte ou éveillée si elle ouvre les yeux, répond et bouge spontanément).
- Voix (n’ouvre pas les yeux spontanément. Ouvre les yeux à la demande. Capable de répondre à un ordre simple.)
- Douleur (réactive à la douleur si elle n’ouvre les yeux ou ne réagit que quand on exerce une pression à la base de l’ongle (stimulation douloureuse) mais ne répond pas à la stimulation verbale))
- Aucune (aréactive si elle reste inerte, ne bouge pas, n’ouvre pas les yeux et ne réagit ni à la voix ni à la stimulation douloureuse)